# 大萊于夫赫伊峰
61°44′23″N 8°32′34″E / 61.73972°N 8.54278°E
大萊于夫赫伊峰是挪威的山峰，位於該國東南部內陸郡，處於洛姆，距離首都奧斯陸230公里，屬於尤通黑門山脈的一部分，海拔高度1,991米，受凍原氣候影響。